# San Juan Nepomuceno
Ne doit pas être confondu avec San Juan de Nepomuceno (Bolívar).
 (août 2012).
Si vous disposez d'ouvrages ou d'articles de référence ou si vous connaissez des sites web de qualité traitant du thème abordé ici, merci de compléter l'article en donnant les références utiles à sa vérifiabilité et en les liant à la section « Notes et références ».

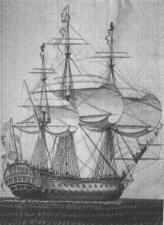
Le San Juan Nepomuceno.

Le San Juan Nepomuceno est un vaisseau de ligne espagnol, construit en 1766 au chantier naval de Guarnizo, dans la baie de Santander (Cantabrie, Espagne) sur les plans de Francisco Gautier. Il eut au moins cinq sister-ships, tous nommés avec des noms de saints (San Pascual, San Francisco de Asís, San Lorenzo, San Agustín et Santo Domingo). Son nom vient de saint Jean Népomucène, prêtre catholique de Pologne du XIVe siècle, martyr et canonisé en 1729.

## Caractéristiques
Vaisseau de ligne à 2 ponts et 74 canons, dit « vaisseau de 74 canons », il était long de 173 pieds à la flottaison (53 mètres) de 196 pieds de coque (60 m) et large de 52 pieds (16 m). Son déplacement était de 2 982 tonneaux. Son armement, typique des « 74 » de l'époque, se composait de 28 canons de 24 livres (batterie basse), 30 de 18 livres (batterie haute), 16 pièces de 8 et 4 pierriers de 4 (sur les gaillards). Prévu à l'origine pour environ 530 hommes, 1 commandant, 8 officiers, 11 sous-officiers, 19 aspirants, 490 marins (militaires et hommes d'équipage), il a pu en embarquer jusqu'à 630 avec 60 jours de vivres et 80 d'eau douce. Il est renforcé, pour sa partition à la bataille de Trafalgar par 10 obusiers de 36 livres et 6 de 24 livres et son effectif fut porté à 702 hommes.
Particulièrement bien construit, il fait preuve de qualités nautiques supérieures et est largement employé pour des missions de reconnaissance. Il participe à plusieurs expéditions dans la Caraïbe et est intégré dans la flotte britannique lors du siège de Toulon en 1793. Il était gréé en trois-mâts carré et portait deux civadières sous son beaupré.

## Carrière

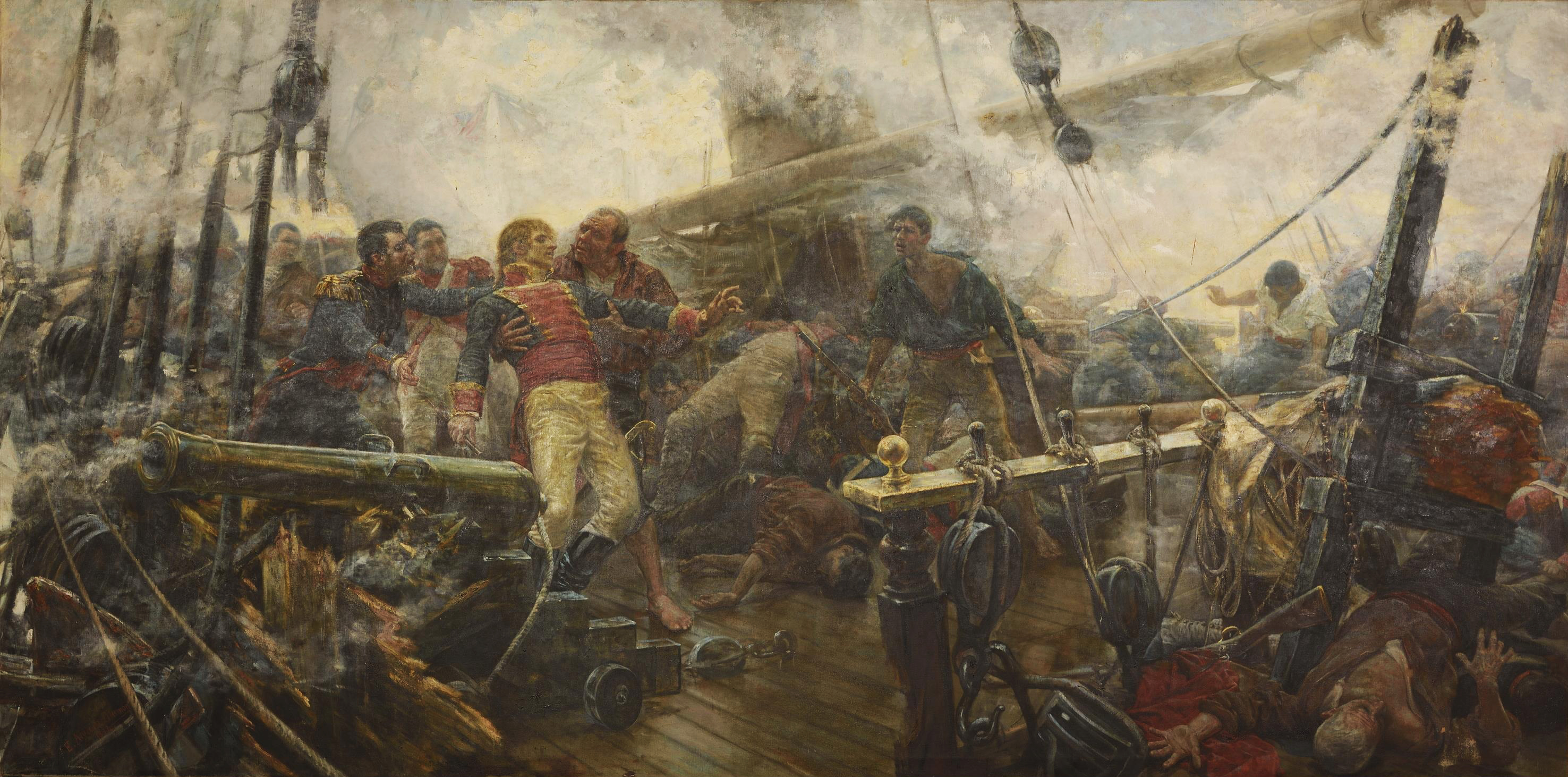
Mort de Cosme de Churruca, par Eugenio Álvarez Dumont, musée du Prado.

Engagé dans la bataille de Trafalgar dans l'escadre franco-espagnole, placé sous les ordres du capitaine (brigadier) Cosme Damián de Churruca y Elorza, il fut un des derniers à se rendre. Lors de ce combat, on estime les pertes de son équipage à plus de 250 morts et blessés. Le capitaine Churruca, particulièrement valeureux, avait fait clouer le drapeau sur sa vergue afin que personne ne puisse l'amener. Se rendant compte avec anxiété de l'approche non conventionnelle de l'escadre ennemie, il s'adressa à son second : « Notre avant-garde va être coupée et notre arrière-garde submergée. La moitié de la flotte va être forcée à ne rien faire… Il faudrait que l'amiral français donne l'ordre à l'avant-garde de faire de nouveau demi-tour… Cela placerait l'ennemi entre deux feux… Nous sommes perdus, perdus, perdus ! ».  Puis, s'adressant à son équipage : « Mes enfants, au nom du Dieu des Batailles, je promets le bonheur éternel à tous ceux qui feront leur devoir. Mais si je vois un homme tirer au flanc, je le ferai fusiller sur le champ ! »
Il périt dans cet accrochage. Sa dernière phrase est : « Si llegas a saber que mi navío ha sido hecho prisionero, di que he muerto » (« si vous apprenez que mon navire fut fait prisonnier, c'est que je suis mort »). Cet épisode est peint par le peintre espagnol Eugenio Álvarez Dumont, sur une toile au musée du Prado à Madrid.
Capturé par le HMS Dreadnought, navire britannique, il est brièvement renommé HMS Berwick, du nom d'un navire anglais similaire, capturé précédemment par les Français, engagé dans cette même bataille et qui, lui, périt dans la tempête qui suivit l'engagement. Renommé ensuite HMS San Juan il est utilisé pour le service portuaire de Gibraltar jusqu'en 1816 et promis à la démolition en 1818.

### Sources et bibliographie
- (en) John D. Harbron, Trafalgar and the Spanish navy, London Annapolis, Md, Naval Institute Press, 1988, 178 p. (ISBN 978-0-870-21695-4)
- (en) Rif Winfield, British Warships in the Age of Sail 1793-1817, 2005,  (ISBN 978-1-84415-717-4)
- (en) Robert Gardiner, Frigates of the Napoleonic Wars, 2000,  (ISBN 978-1-86176-292-4)